# Estação Ferroviária de Paradela
A Estação Ferroviária de Paradela, igualmente conhecida como de Paradela - Sever do Vouga, foi uma gare da Linha do Linha do Vouga, que servia as localidades de Sever do Vouga e Paradela, no Distrito de Aveiro, em Portugal.

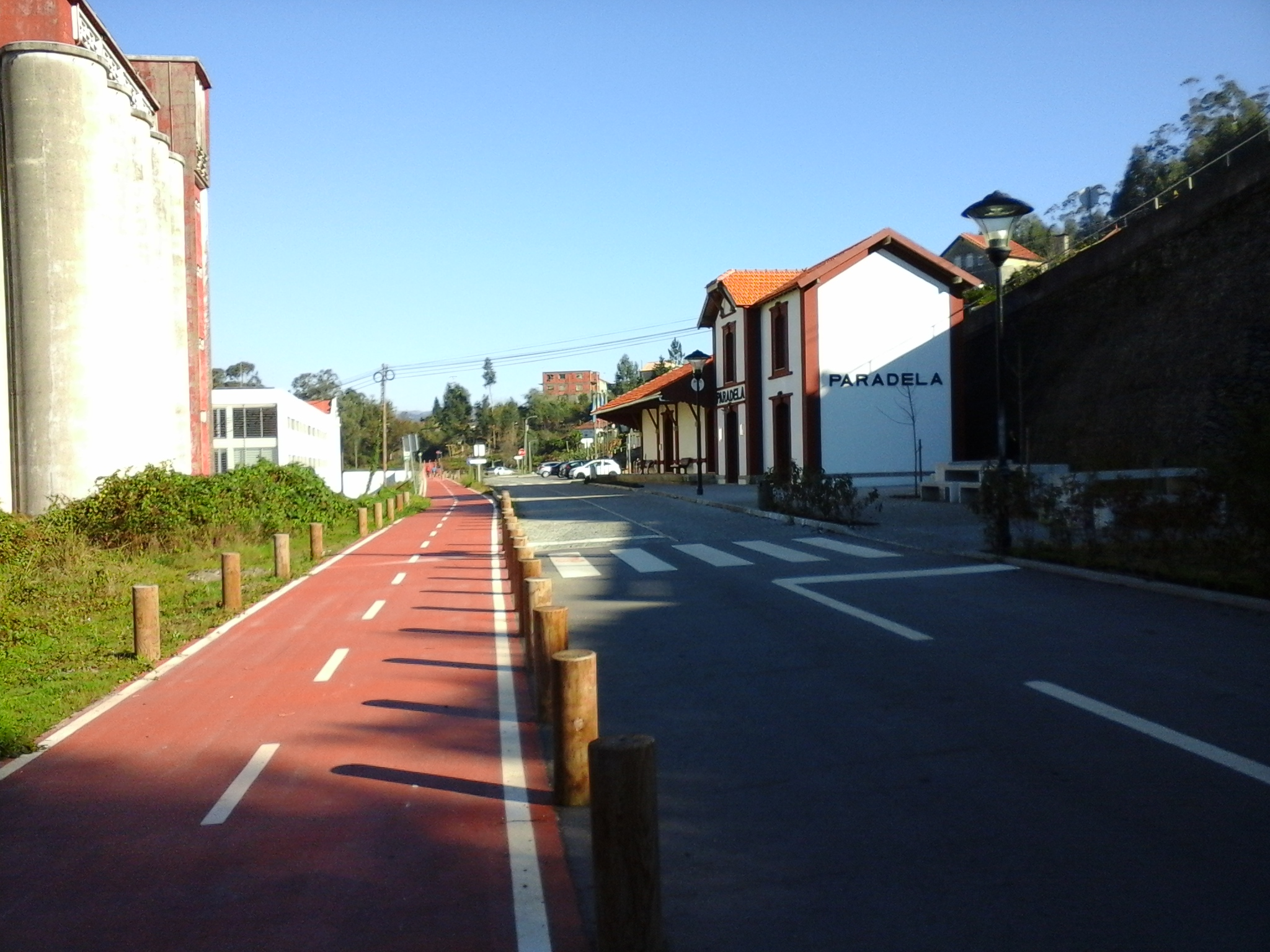
Antiga estação de Paradela, em 2014.

## Descrição
Este interface situa-se na localidade epónima, distando de 4,8 km (com desnível acumulado de +273−68 m) da sede de concelho que nominalmente serve.
A superfície dos carris (plano de rolamento) da estação ferroviária de Paradela ao PK 71+900 situava-se à altitude de 8450 cm acima do nível médio das águas do mar. O edifício de passageiros situa-se do lado sudeste da via (lado direito do sentido ascendente, para Viseu).

## História

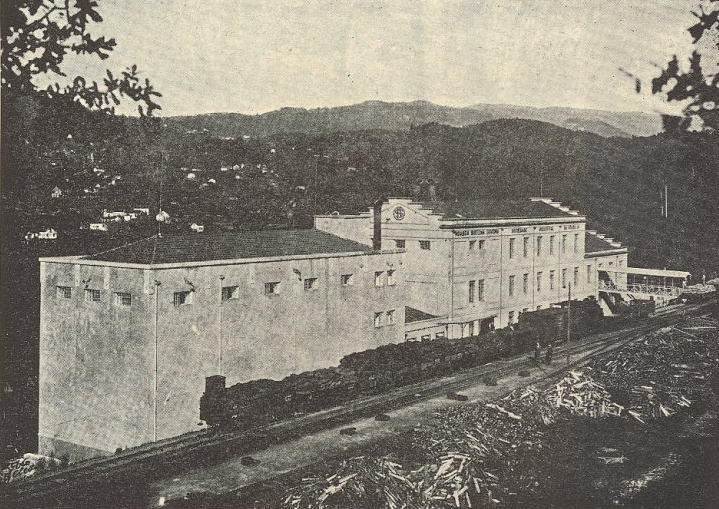
Fábrica de Moagem do Vouga, que se situava junto à estação de Paradela.

### Planeamento e inauguração
Em 11 de Julho de 1889, Francisco Palha foi autorizado a construir uma via férrea de via estreita entre Espinho e Torre de Eita, transitando, entre outras localidades, por Sever do Vouga. Nos finais do Século, o traçado foi alterado de forma a terminar em Viseu, tendo permanecido a passagem por Sever do Vouga, que se considerava que seria uma das localidades mais importantes a serem servidas por aquele caminho de ferro.
Esta interface estava no troço entre Foz do Rio Mau e Ribeiradio, que entrou ao serviço em 4 de Novembro de 1913. A Linha do Vouga foi construída pela Compagnie Française pour la Construction et Exploitation des Chemins de Fer à l'Étranger.
Nos horários de 1939, esta interface aparecia com o nome de Paradela.
Um diploma publicado no Diário do Governo n.º 119, II Série, de 25 de Maio de 1951, aprovou o projecto para uma passagem inferior rodoviária no PK 72,134.08.

### Transição para a CP
Em 1 de Janeiro de 1947, a Companhia dos Caminhos de Ferro Portugueses passou a explorar a Linha do Vouga.

### Encerramento e recuperação
O lanço da Linha do Vouga entre Sernada do Vouga e Viseu (incl. Paradela) foi encerrado em 2 de Janeiro de 1990, pela empresa Caminhos de Ferro Portugueses.

Após o encerramento, o edifício da estação ficou em estado de ruína, até que em Maio de 2011 o Conselho de Administração da Sociedade Polis Litoral Ria de Aveiro autorizou a adjudicação da empreitada para a recuperação da antiga Estação, ao consórcio Arada, Lda., Manindustria, Lda., e Preligaz Lda., por cerca de 238 mil euros. Esta intervenção teria uma duração de cerca de 5 meses, e tinha como objectivo a reconversão do antigo edifício num pólo de apoio à ecopista da Linha do Vouga, albergando balneários, uma loja de aluguer de bicicletas com capacidade para pequenas reparações, e um centro de interpretação ambiental com restaurante e esplanada. A Rede Ferroviária Nacional cedeu o edifício à Câmara Municipal de Sever por cerca de 40 mil euros, tendo a cerimónia de entrega decorrido no dia 13 de Julho de 2012.

## Leitura recomendada
- SILVA, José; RIBEIRO, Manuel (2007). Os Comboios em Portugal. Volume III 1.ª ed. Lisboa: Terramar - Editores, Distribuidores e Livreiros, Lda. 203 páginas. ISBN 978-972-710-408-6